# Buste de Pouchkine à Odessa

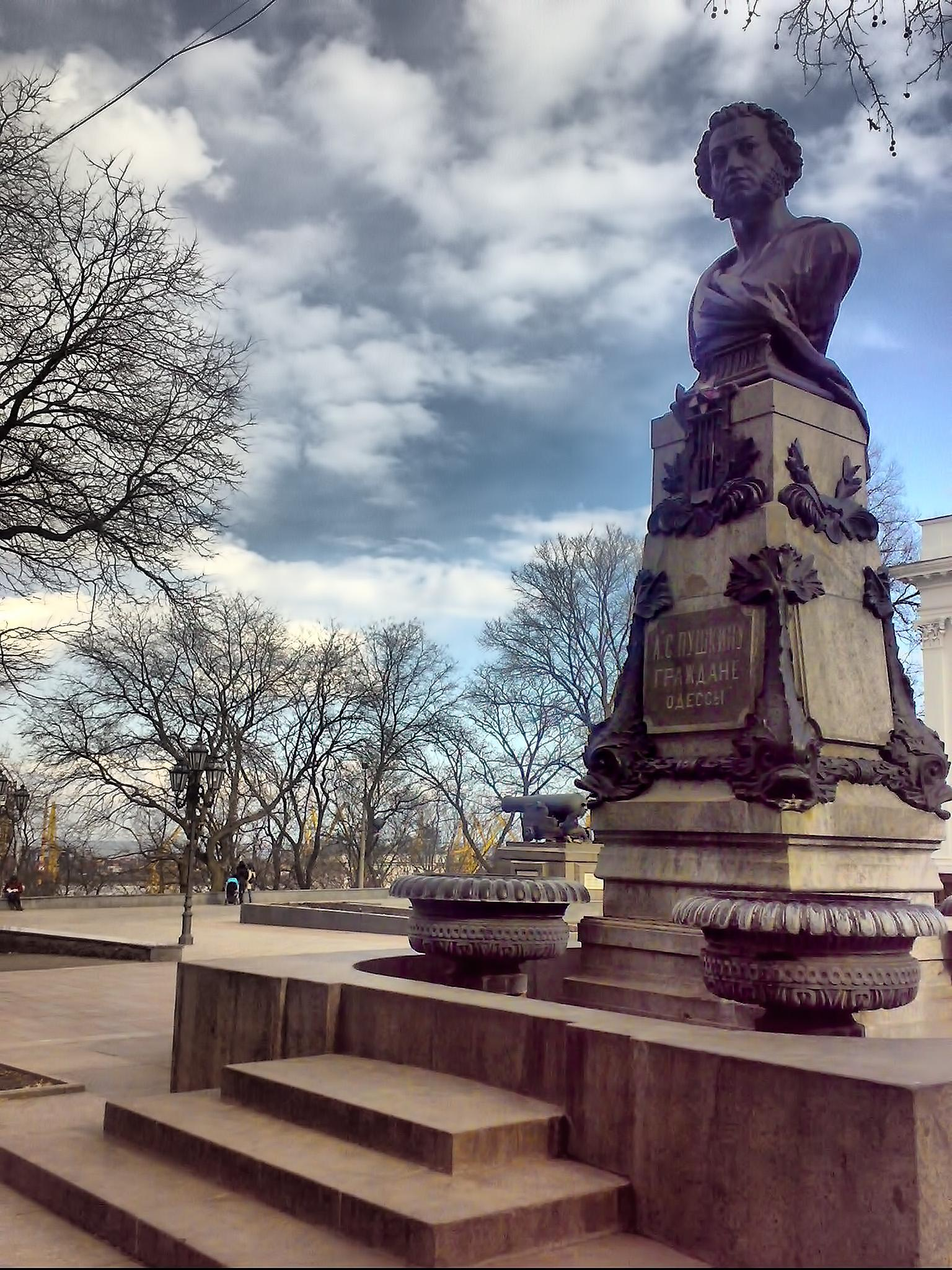
Buste de Pouchkine sur le boulevard Primorsky (boulevard martimime)

Le buste de Pouchkine est un buste monumental de bronze représentant l'homme de lettres Alexandre Pouchkine (1799-1837). Il se trouve à Odessa en Ukraine au bord du boulevard maritime (Primorsky boulvar), à l'époque boulevard Nikolaévsky. C'est le troisième monument d'Odessa à la mémoire de Pouchkine.

## Description
Ce monument est érigé en l'honneur de Pouchkine aux frais des Odessites pour le 50e anniversaire de sa mort. Il est élevé entre 1887 et 1888. Le buste est placé sur un piédestal de granite devant la Douma municipale (à l'époque Bourse de la ville d'Odessa). Une lyre, symbole de la poésie, est sculptée sur le devant de la colonne; derrière se trouve une plume en diagonale avec une étoile rouge à cinq branches au-dessus rappelant les liens du poète avec l'almanach L'Étoile polaire, reprenant le même symbole. En dessous l'inscription « À A. S. Pouchkine, les citoyens d'Odessa ». Quatre dauphins stylisés sont figurés aux angles faisant couler de l'eau dans quatre petits bassins de bronze en forme de vase posés sur le piédestal auquel on accède par trois marches. on remarque sur la lyre les dates 1820-1824 rappelant les séjours de Pouchkine à Odessa. Sur le bandeau semi-circulaire en bordure de la base du buste, du côté de la mer, on peut lire: « D'après le projet de Khr. Vassiliev, moulé par J. Polonskaïa, fonderie A. Morand ». On remarque également sur la draperie du buste l'ancien blason d'Odessa avec la signature J. Polonskaïa.

## Historique
C'est en 1880 que plusieurs sociétés prévoient l'érection d'un monument en l'honneur de Pouchkine, notamment la Société de charité slave, elles trouvent un écho auprès du maire de la ville et de professeurs de l'université de Nouvelle-Russie. Une délégation odessite assiste à l'inauguration de la statue de Pouchkine à Moscou (qui se trouve aujourd'hui place Pouchkine). La rue Italienne est rebaptisée à cette époque rue Pouchkine.
Un comité de financement se forme en 1880 avec des personnalités de la municipalité, de l'université, de la Société slave, de la Société des beaux-arts, etc. Il commence son action en mai 1881 d'abord par la publication d'articles dans la presse locale appelant au financement et par le lancement d'un concours clos le 31 décembre 1881. Il est spécifié que le projet doit tenir compte d'avis d'architectes experts, tels que Bernardazzi, Todorov, Scheins, ou encore Schwender. Les premiers travaux présentés sont finalement refusés, si bien que le concours est prolongé, jusqu'au 1er mai 1882. Sur les cinq présentés, celui de Vassiliev est retenu, grâce au motif avancé: Il a fait brûler nos cœurs de sa lyre dans notre monde misérable, comme un prophète. 
La somme réunie est alors de 6 500 roubles, mais les Odessites ne se pressent pas de financer le monument, et la municipalité refuse de verser de l'argent, se contentant d'un soutien moral. Le 26 janvier 1887, le comité se tourne en urgence vers la Société slave. Finalement la cérémonie du creusement des premières fondations a lieu en février suivant devant un public nombreux.
Le monument est solennellement inauguré à midi, le 16 avril 1889. Il est inscrit au Registre national des monuments d'Ukraine sous le numéro : 51-101-1025.
De nombreux commerçants, industriels et banquiers de la ville figurent parmi les donateurs, ainsi que des banques, diverses associations et de simples citoyens, civils ou militaires, de toute origine ethnique. Il est à remarquer que le vieux comte Stroganov (1795-1891), ancien gouverneur de Nouvelle-Russie, qui a pourtant croisé Pouchkine dans sa jeunesse, refuse de verser un kopeck.
La somme finale fut finalement de 18 000 roubles, somme considérable pour l'époque. Finalement la municipalité versa au dernier moment la moitié de la somme c'est-à-dire 9 000 roubles, le 5 décembre 1888, ne voulant pas demeurer en reste vis-à-vis de ses administrés.

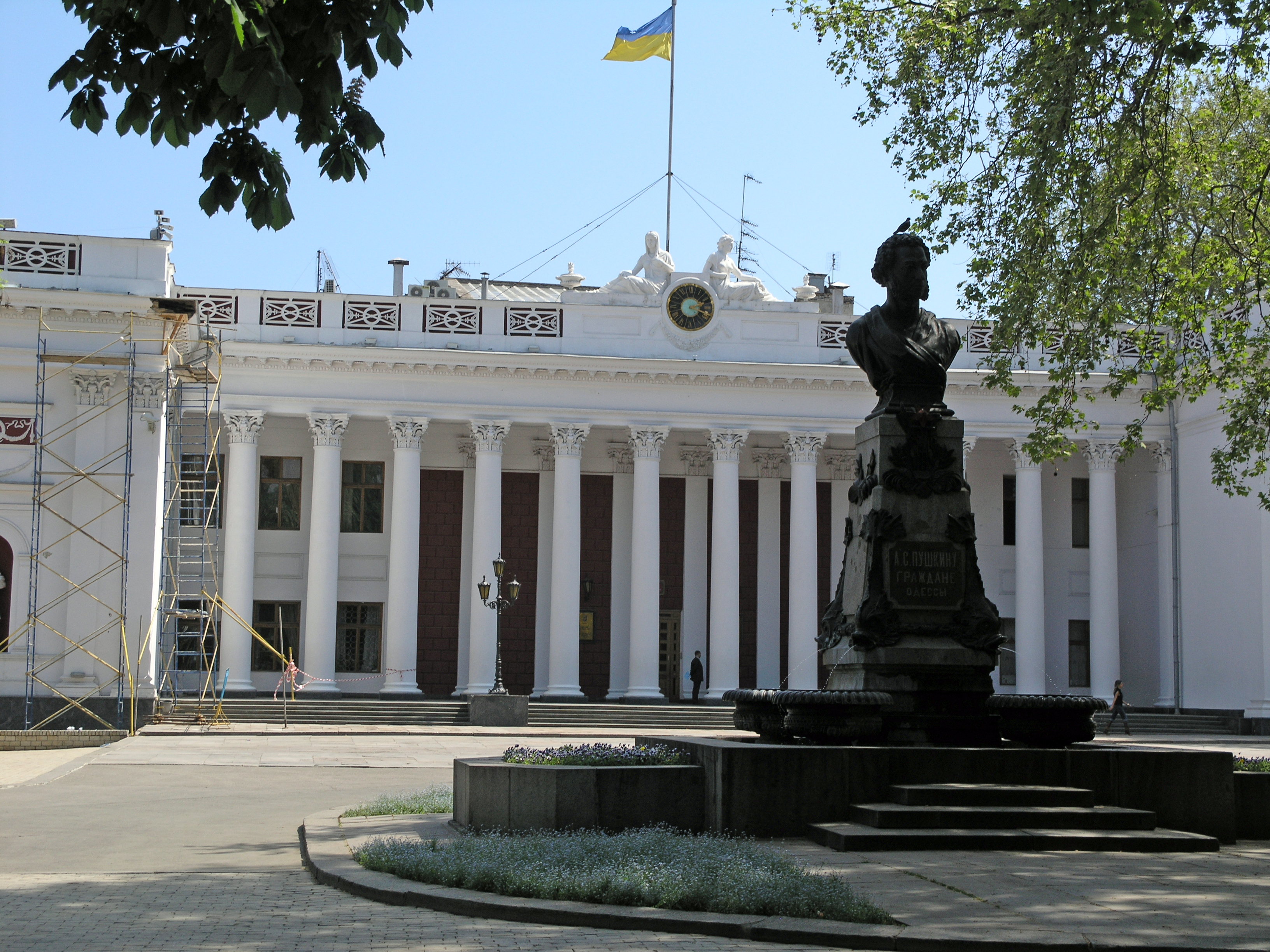
Le monument avec en fond la mairie (Douma municipale), ancienne Bourse
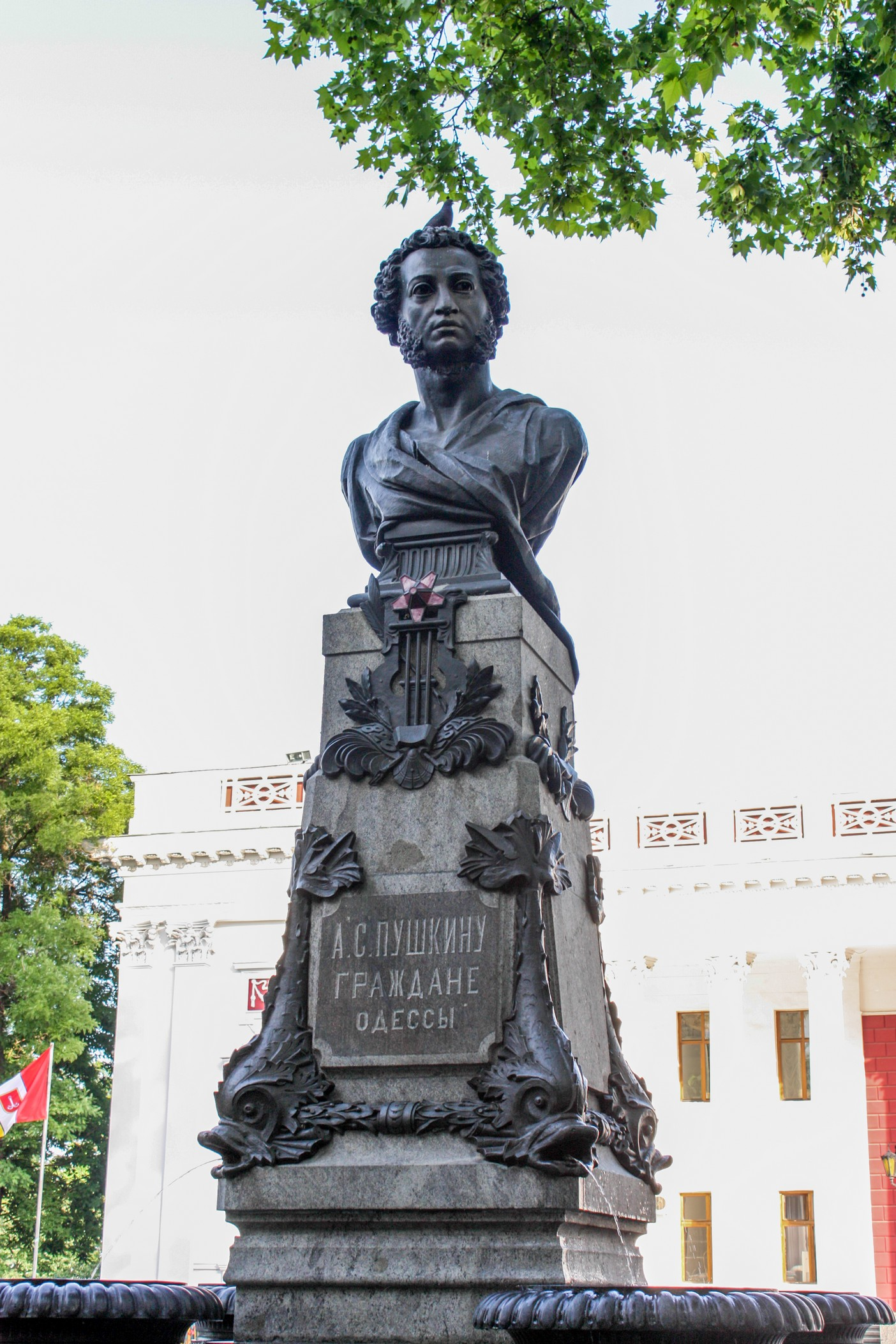
Photographie du buste en septembre 2013
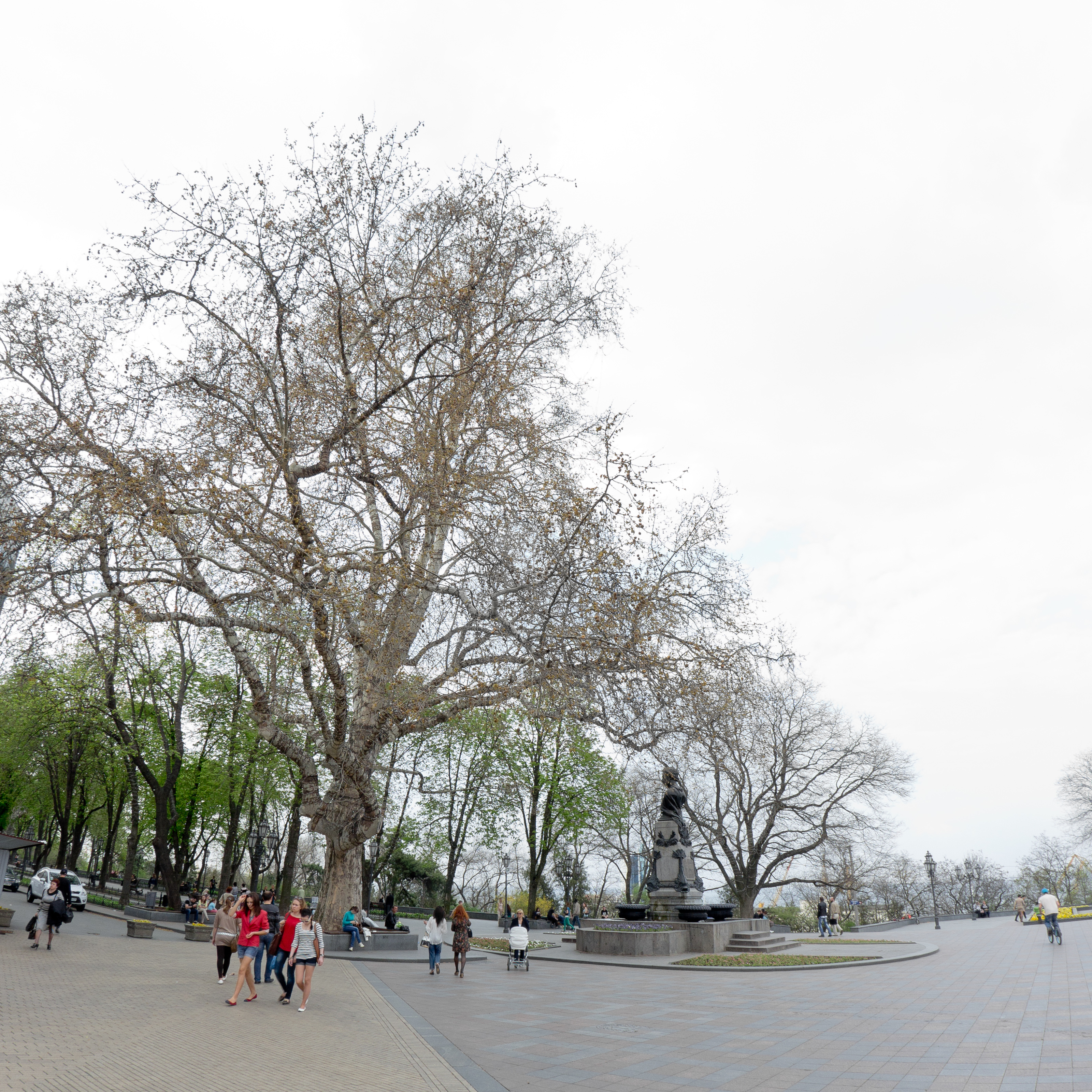
Vue du monument sur le boulevard en avril 2013

## Source de la traduction
- (ru) Cet article est partiellement ou en totalité issu de l’article de Wikipédia en russe intitulé « Памятник Пушкину (Одесса) » (voir la liste des auteurs).